# Shura-e Nazar
O Shura-e Nazar (em persa: شوراء نظار, conhecido como Conselho de Supervisão do Norte) foi criado por Ahmad Shah Massoud em 1984 e operou nas províncias do norte do Afeganistão em Takhar, Badaquistão, Bactro e Kunduz, durante a invasão soviética do Afeganistão. Compreendeu e uniu cerca de 130 comandantes de resistência de 12 regiões do norte, leste e centro do Afeganistão. Embora operando de forma autônoma, Shura-e Nazar era tecnicamente uma ramificação do Jamiat-e Islami de Burhanuddin Rabbani e, portanto, operava no âmbito dos Sete de Peshawar contra a República Democrática do Afeganistão apoiada pelos soviéticos.
Embora muitos dos líderes do Shura-e Nazar fossem afiliados do Jamiat-e-Islami, o grupo estabeleceu vínculos profundos com as comunidades locais e dirigiu seus assuntos independentemente da liderança do Jamiat, sediado no Paquistão. Muitos ex-comandantes e combatentes do Shura-e Nazar continuam a exercer influência e poder em vários níveis nas províncias do norte.